# Oliver Koenig
Oliver Koenig (* 31. Januar 1981 in Leipzig) ist ein deutscher Leichtathlet. Er war zunächst im Sprint und im Weitsprung aktiv, bis er sich auf den Weitsprung konzentrierte.

## Leben
Koenig wurde 1998 Deutscher Jugendmeister im Weitsprung. 2001 wurde er Deutscher Hochschulmeister und nahm an der Universiade in Peking teil. Im selben Jahr gewann er die Deutsche Juniorenmeisterschaft über 100 Meter und wurde für die U23-Europameisterschaften in Amsterdam nominiert. 2002 wurde er Deutscher Doppeljuniorenmeister über 100 und 200 Meter.
Im Erwachsenenbereich wurde Koenig für den 200-Meter-Lauf beim Leichtathletik-Weltcup 2002 in Madrid nominiert, wo er Platz acht erzielte. Im Weitsprung wurde er bei den Deutschen Meisterschaften 2002 Dritter und 2005 Zweiter. Bei den US-Studentenmeisterschaften in Sacramento sprang er 2005 erstmals acht Meter weit und erzielte damit Platz zwei. 2006 nahm er an den Europameisterschaften in Helsinki teil. Beim Leichtathletik-Europacup im selben Jahr in Málaga wurde er Fünfter. Weitere Podiumsplätze bei Deutschen Meisterschaften erreichte er im Weitsprung 2007 in der Halle und 2011 im Freien mit Rang drei. Außerdem wurde er mit der 4-mal-100-Meter-Staffel 2011 Deutscher Vizemeister.
Koenig startete für VfK Blau-Weiß Leipzig 1892, LAZ Leipzig und LG Stadtwerke München.

## Persönliche Bestleistungen
- Weitsprung: 8,07 m, 13. Juni 2011 in Wesel
  - Halle: 7,92 m, 21. Februar 2009 in Leipzig
- 100 Meter: 10,32 s, 3. August 2002 in Walldorf
- 200 Meter: 20,98 s

## Weblinks

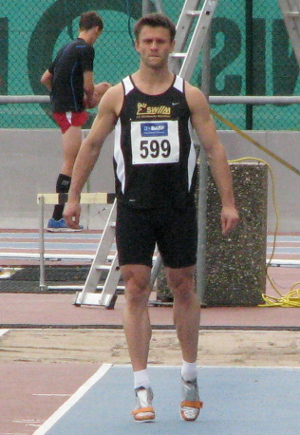
Oliver Koenig beim DLV-WM-Testwettkampf 2011 in Mannheim